# Achias subnudus
Achias subnudus är en tvåvingeart som beskrevs av Malloch 1939. Achias subnudus ingår i släktet Achias och familjen bredmunsflugor. Inga underarter finns listade i Catalogue of Life.